# Zbrojnik czarnopasy
Zbrojnik czarnopasy (Panaque nigrolineatus) – gatunek słodkowodnej ryby sumokształtnej z rodziny zbrojnikowatych (Loricariidae). Hodowana w akwariach.

## Występowanie
Brazylia i Peru – Orinoko oraz górny i środkowy bieg Amazonki.

## Opis

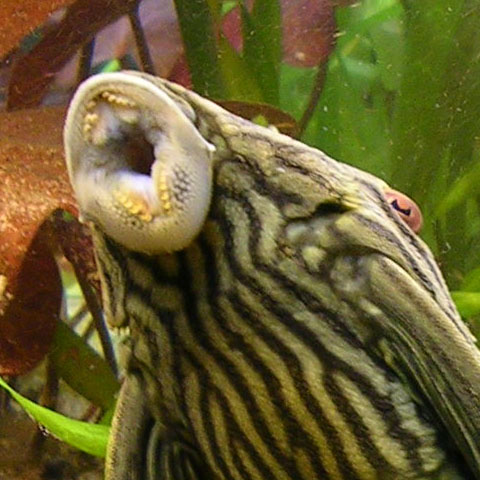
Otwór gębowy (przyssawka) z widocznymi tarczkami umożliwiającymi zeskrobywanie glonów

Budowa typowa dla zbrojników. Duża głowa, szerokie płetwy piersiowe i brzuszne. Płetwa grzbietowa lekko przesunięta w stronę ogona. Całe ciało pokryte płytkami kostnymi. Podstawowym kolorem jest zielonkawy lub szaroniebieski przerywany długimi, szerokimi, jasnymi pasami biegnącymi wzdłuż całego ciała. Oczy duże, osadzone wysoko, o różowo-czerwonym zabarwieniu.
Panaque nigrolineatus dorasta w naturze do ponad 40 cm długości. W akwariach zwykle mniejsza. Jest rybą stosunkowo spokojną, jedynie wobec innych zbrojników potrafi być agresywna. 
Przy niedoborze pokarmu roślinnego, ryba ta potrafi żywić się drewnem. Trawienie celulozy umożliwiają jej osiadłe w układzie pokarmowym bakterie symbiotyczne. Jak większość zbrojników – jest bardzo wrażliwa na wszelkie środki chemiczne dodawane do wody (leki, uzdatniacze).
Dymorfizm płciowy nie został udokumentowany.

## Warunki w akwarium
| Zalecane warunki w akwarium | Zalecane warunki w akwarium                 |
| --------------------------- | ------------------------------------------- |
| Zbiornik                    | duży, minimum 120 cm, dobrze natleniony     |
| Temperatura wody            | 22–26 °C                                    |
| Twardość wody               | miękka do twardej 2–18°n                    |
| Skala pH                    | 6–7,5                                       |
| Pokarm                      | głównie roślinny, marchew, sałata, tabletki |